# 2012年7月逝世人物列表
2012年逝世人物列表：1月 - 2月 - 3月 - 4月 - 5月 - 6月 - 7月 - 8月 - 9月 - 10月 - 11月 - 12月
2012年7月逝世人物列表，是用于汇总2012年7月期间逝世人物的列表。

## 依日期排序

### 7月1日
- 王月蘭，93歲，台塑創辦人王永慶元配。[1]

### 7月3日
- 安迪·格里菲斯（英語：Andy Griffith），86歲，美國演員、電視節目製作人、歌手與作家，曾獲葛萊美獎、托尼獎、以及總統自由勳章，心臟病發逝世。[2]（英文）[3]
- 塞爾吉奥·賓尼法利納（義大利語：Sergio Pininfarina），85歲，義大利終身參議員，以及汽車設計師，著名作品有法拉利F40、法拉利特斯塔羅薩等。[4]

### 7月4日
- 艾力賽克斯（英語：Eric Sykes），89歲，英國演員，於《哈利波特：火盃的考驗》中，飾演湯姆瑞斗家族的老園丁。[5]

### 7月7日
- 翁心植，93岁，中国内科学与呼吸病学家，中国工程院资深院士。[6]
- 郎毓秀，93歳，中國女高音歌唱家。

### 7月8日
- ，95歲，美國老牌實力派演員。[7]

### 7月9日
- 山田五十鈴，95歲，日本資深女性演員。[8]
- 刘正威，82歲，中共贵州省委原书记、省人大常委会原主任，中央工委原副书记。[9]
- 严冬冬，28岁，中国自由登山者，自由职业翻译。[10]

### 7月13日
- 潘家铮，85岁，中国科学院和中国工程院资深院士，水利水电工程专家。[11]
- 薩傑·史特龍（Sage Stallone），36歲，美國演員及導演，也是演員和導演席維斯·史特龍（Sylvester Gardenzio Stallone）長子。[12]

### 7月14日
- 张蔚榛，89岁，中国水利学家，中国工程院院士[13]

### 7月15日
- 溫興春，臺灣教育家、政治人物，因胰臟癌病逝。[14]
- 西莱斯特·霍姆（英語：Celeste Holm），美國電影女演員，因演出《君子協定》（Gentleman's Agreement）獲1947年奥斯卡最佳女主角奖。[15]

### 7月16日
- 史蒂芬·理查茲·柯維（英語：Stephen Richards Covey），79歲，美國管理學大師，著有《與成功有約》（The Seven Habits of Highly Effective People）等暢銷書籍。[16]
- 松下正治，99岁，日本松下电器前社长、名誉会长。[17]
- 刘瑞玉，90岁，中国科学院院士，海洋生物学家、甲壳动物学家。[18]
- 安东尼·霍利(捷克語：Antonín Holý)，75岁，抗艾滋病特效药发明家之一、捷克化学家。[19]
- 朱尊权，93岁，烟草科技专家，中国工程院资深院士[20]

### 7月17日
- 马大猷，97岁，中国物理学家，中国现代声学事业的开创者和奠基者之一。曾领导北京人民大会堂的音质设计，并在吸声结构、喷注噪声及其理论和应用、环境科学、非线性声学等多方面提出重要理论。[21]
- 杨泰芳，85歲，第八屆全國人大常委、全國人大華僑委員會主任委員，原郵電部部長、黨組書記。[22]
- 森田和郎, 57歲, 日本將棋電腦軟件[森田將棋]開發工程師, 病逝. 但消息於2013年6月3日才獲證實.[23]

### 7月18日
- 達烏德·拉基哈（阿拉伯語：داود راجحة），65歲，敘利亞國防部長，自殺式炸彈襲擊。[24]
- 阿瑟夫·沙烏卡特（阿拉伯語：آصف شوكت），62歲，敘利亞副國防部長，自殺式炸彈襲擊。[24]
- 哈桑·圖爾克馬尼（阿拉伯語：حسن توركماني），77歲，敘利亞前國防部長、總統安全顧問、政府危機小組主席，自殺式炸彈襲擊。[25]

### 7月19日
- 應崇江，51歲，浙江保康集團董事長。倒閉在自己居住的三層高別墅中，身中多刀，心臟更被刺穿兩個洞，被送院搶救後不治[26]
- 奧馬爾·蘇萊曼（阿拉伯語：عمر سليمان），曾任埃及副總統、埃及不管部大臣（Minister without portfolio）、埃及情報總局（Egyptian General Intelligence Directorate）局長，在美國一家醫院接受檢查期間去世。[27]
- 威廉·斯托布（英語：William Edward Staub），96歲，美國發明家，1960年代發明跑步機。[28]

### 7月20日
- 希沙姆·伊赫蒂亞爾，（阿拉伯語：هشام الاختيار）70–71歲，敘利亞前國家安全局局長、國家安全顧問，自殺式炸彈襲擊。[29]
- 余炳賢，37岁，藝名「大炳」，台灣演員、主持人，肺炎病逝。[30]
- 阿里斯戴尔·伯奈特爵士（英語：Sir Alastair Burnet），84岁，英國十點鐘新聞（英语：News at Ten）著名主播人，中風病逝。[31]

### 7月21日
- 徐世浙，76岁，中国科学院院士、地球物理学家。[32]

### 7月22日
- 丁关根，83岁，中共第十三屆中央政治局候補委員、中央書記處書記，第十四、十五屆中央政治局委員、中央書記處書記。[33]
- 赵家和，77岁，中国金融学家和金融学教育家，清华大学经济管理学院教授。[34]
- 喬治·A·米勒（英語：George Armitage Miller），92歲，普林斯頓大學的心理學教授。曾經擔任洛克斐勒大學、麻省理工學院心理學教授以及哈佛大學心理學系主任。[35]

### 7月23日
- 薩莉·萊德（英語：Sally Ride），61歲，美國首位女性太空人，於1983年6月18日首次上太空。[36]
- 玛格丽特·梅喜（英語：Margaret Mahy），76岁，新西兰奇幻小说、儿童文学作家。[37]
- 弗蘭克·皮爾森（英語：Frank Pierson），87歲，奧斯卡獎得主、艾美獎提名的荷里活編劇。[38]

### 7月24日
- 約翰·阿塔·米爾斯（英語：John Atta Mills），68歲，加納總統。[39]
- 苏珊娜·罗莎（德語：Susanne Lothar），51岁，德国女演员。[40]
- 格雷戈里奥·佩塞斯-巴尔瓦（西班牙語：Gregorio Peces-Barba）,74岁，前西班牙众议院议长。[41]

### 7月26日
- 鄭光錫，67歲，前中華男籃韓籍總教練。[42]

### 7月27日
- 陳萬水，72歲，台灣親民黨主席宋楚瑜夫人，罹大腸癌病逝。[43]
- 曾順釗，藝名司馬華龍，91歲，香港老牌演員。[44]

### 7月29日
- 彭蔭宣，76歲，台灣建築師，已故陸軍一級上將彭孟緝之子，跳樓自殺。[45]

### 7月30日
- 付麗，30歲，內地歌手，遭送貨員非禮殺害。[46]

### 7月31日
- 戈尔·维达尔（英語：Eugene Luther Gore Vidal），86岁，美国小说家、剧作家、散文家。[47]
- 服部純也，40歲、松村恭造，31歲，日本死囚。[48]